# Saint-Étienne-la-Geneste
Saint-Étienne-la-Geneste is een gemeente in het Franse departement Corrèze (regio Nouvelle-Aquitaine) en telt 85 inwoners (2009). De plaats maakt deel uit van het arrondissement Ussel.

## Geografie
De oppervlakte van Saint-Étienne-la-Geneste bedraagt 5,2 km², de bevolkingsdichtheid is dus 16,3 inwoners per km².
De onderstaande kaart toont de ligging van Saint-Étienne-la-Geneste met de belangrijkste infrastructuur en aangrenzende gemeenten.

## Demografie
Onderstaande figuur toont het verloop van het inwonertal (bron: INSEE-tellingen).